# Weiliewang
Król Weilie z dynastii Zhou (chiń. 周威烈王; pinyin Zhōu Wēiliè Wáng) – trzydziesty drugi władca tej dynastii i dwudziesty ze wschodniej linii dynastii Zhou. Rządził w latach 425–402 p.n.e. Jego następcą został jego syn Anwang.